# Anapoima (ort)
Anapoima är en ort i Colombia.   Den ligger i departementet Cundinamarca, i den centrala delen av landet, 50 km väster om huvudstaden Bogotá. Anapoima ligger 566 meter över havet och antalet invånare är 4 953.
Terrängen runt Anapoima är kuperad. Runt Anapoima är det ganska tätbefolkat, med 129 invånare per kvadratkilometer. Närmaste större samhälle är Tocaima, 12,6 km sydväst om Anapoima. I omgivningarna runt Anapoima växer i huvudsak städsegrön lövskog.